# Cantonul Calvi
Cantonul Calvi este un canton din arondismentul Calvi, departamentul Haute-Corse, regiunea Corsica, Franța.

## Comune
| Comune | Populație (1999) | Cod poștal | Cod INSEE |
| ------ | ---------------- | ---------- | --------- |
| Calvi  | 5 177            | 20260      | 2B050     |
| Lumio  | 1 040            | 20260      | 2B150     |